# Zahodna Frizija
Zahodna Frizija je ime, s katerim zgodovinarji označujejo območje, ki so ga po frankovskem osvajanju Kraljevine Frizije v 8. stoletju (Frizijsko-Frankovske vojne, ok. 600 – 793) upravljali grofje in so ga sestavljala območja Texel, Wieringen, Medemblik in Kennemerland, Delta Porenja, in ob izlivu reke Maas (Meuse), otoka Schouwen in Walcheren. Prebivalstvo je bilo poimenovano kot (zahodni) Frizijci, skupno ime za tesno povezana germanska plemena.
Najstarejši viri, vsi v latinščini, se nanašajo na nejasno opredeljeno grofijo Zahodno Frizijo (latinsko Occidentalis Frisia/Fresia ali Frisia/Fresia Occidentalis) zahodno od Vlia. Na primer Lex Frisionum (napisan okoli 790) omenja obalno območje med Vliejem in Sincfalom (kasneje imenovan Zwin in/ali Zahodna Šelda): Apud occidentales Fresionea inter Flehi et Sincfalam ... (»Pri zahodnih Frizijcih med Vlie in Zwin...«).
Konec 9. stoletja se v dokumentih prvič pojavljajo nekatera imena, ki naj bi bili grofje (Zahodne Frizije). Najstarejše znano ime je Gerulf, ki se je okoli leta 885 imenuje kot comes Fresonum (»grof Frizijski«) in ga zato štejemo kot začetnika ali prednika dinastije Gerulfingov.
Grofija je od leta 962 politično pripadala Svetemu rimskemu cesarstvu in je znotraj njega spadala pod Vojvodino Spodnjo Loreno ali Spodnjo Lotaringijo. Kot taki so bili grofje Zahodne Frizije vazali cesarjev Svetega rimskega cesarstva, pri čemer je vojvoda Spodnje Lotaringije deloval kot nekakšen posrednik pri vojaških in pravnih dolžnostih, kot je obramba meje z Zahodno Francijo, kasneje Kraljevino Francijo. Sčasoma se je južna meja Frizije postopoma premaknila proti severu.
Konec 11. stoletja se je ime grofije spremenilo. Leta 1101 se je grof Floris II. prvič uradno imenoval comes de Hollant (»grof Holandski«). Obstajajo znaki, da se je to neuradno uporabljalo že nekaj desetletij prej. Severovzhodni del grofije, kjer so grofje tradicionalno imeli malo dejanske moči, je obdržal ime Zahodna Frizija.